# Stazione di Ferrara
Stazione di Ferrara vasútállomás Olaszországban, Ferrara településen.

## Vasútvonalak
Az állomást az alábbi vasútvonalak érintik:
- Padova–Bologna-vasútvonal
- Ferrara–Rimini-vasútvonal
- Suzzara–Ferrara-vasútvonal
- Ferrara–Codigoro-vasútvonal
- Ferrara-Copparo-vasútvonal
- Ferrara-Modena-vasútvonal

## Kapcsolódó állomások
A vasútállomáshoz az alábbi állomások vannak a legközelebb:
- Stazione di Coronella
- Stazione di Pontelagoscuro
- Stazione di Ferrara via Boschetto (Stazione di Codigoro, Ferrara–Codigoro-vasútvonal)
- Stazione di Vigarano Pieve (Stazione di Suzzara, Suzzara–Ferrara-vasútvonal)
- Stazione di Gaibanella (Stazione di Rimini, Ferrara–Rimini-vasútvonal)